# Lei Agnelo/Piva
A Lei Agnelo/Piva é uma lei brasileira sancionada pelo então presidente Fernando Henrique Cardoso em 16 de julho de 2001, que estabelece que 2% da arrecadação bruta de todas as loterias federais do país sejam repassados ao Comitê Olímpico Brasileiro e ao Comitê Paraolímpico Brasileiro. Do total de recursos repassados, 85% são destinados ao COB e 15%, ao CPB. 